# Ana Karina Manco
Anna Karina Manco Guzmán (Caracas, Venezuela, 17 de diciembre de 1970) actriz, modelo, locutora, abogada, filántropa, colaboradora y empresaria.

## Biografía
Anna Karina Manco nació en la ciudad de Caracas, Venezuela el 17 de diciembre de 1970. Es la menor de los cuatro hijos de Norma Teresa Guzmán de Manco y el reconocido comunicador social Floro Manco Bermúdez quien, entre las décadas de 1960 y 1970, condujo el famoso y muy seguido programa radial "La Hora de la Salsa" de Radiodifusora Venezuela (actualmente Circuito Radio Venezuela). Es abogada (egresada de la Escuela de Derecho de la Universidad Santa María) y locutora (certificada por la Escuela de Comunicación Social de la Universidad Central de Venezuela).

## Vida personal
Se casó el 25 de mayo de 2002 con el empresario Vicente Ignacio Pérez, tiene dos hijos: Dimitri Nicolás Pérez Manco (nacido el 25 de febrero de 2008, en Caracas) y Alexa Pérez Manco (nacida el 1 de abril de 2013, en Miami).

## Vida Profesional
Con más de 37 años de trayectoria Ana Karina Manco inició su carrera artística a los 13 años de edad siendo una adolescente en el papel de la protagonista juvenil de la telenovela La Mujer Sin Rostro de Venezolana de Televisión.
Posteriormente estudió actuación en el Sindicato de Radio y Televisión Venezolana, e ingreso al canal de RCTV, trabajando en diversos proyectos a lo largo de los siguientes 10 años en dicho canal como, por ejemplo: Mansión de Luxe, Rubí Rebelde, Anabel, La Pasión de Teresa, Carmen Querida, El Desprecio, Por Estas Calles, La Llorona,  Alias "Perecito" y Amores de Fin de Siglo. Adicional, desarrolló proyectos de animación como invitada en varios programa, tales Sonoclip y el Certamen de Chica 2001.
En 1995, mientras grababa la telenovela Amores de Fin de Siglo junto al reconocido actor puertorriqueño Daniel Lugo, tuvo un grave accidente aéreo en un ultraliviano piloteado por su -entonces- novio Luis Fernando Quintero (quien fallecería en el mismo) quedando ella gravemente herida, lo que la apartó de las cámaras y la mantuvo en recuperación durante un año para volver a caminar.  Este accidente fue uno de los momentos cumbres de su vida, ya que vivió una experiencia muy cercana a la muerte. 
Después de un año, y totalmente recuperada física y mentalmente, regresa a la actuación en 1996 en el canal de la Colina Venevisión, reapareciendo en las telenovelas Sol de Tentación, Contra Viento y Marea, El País de las Mujeres, Amantes de Luna Llena, Cosita Rica, Sabor a Ti, Aunque Mal Paguen y La Mujer Perfecta. 
Ana Karina es una filántropa y colaboradora de muchas fundaciones, en 1996 en adelante trabajo para la Fundación Procura de la Parálisis, que apoya a personas con discapacidad motora. Una de las razones de su participación fue a causa de su accidente, donde quedó por un lapso de tiempo postrada en una silla de ruedas, por su sensibilización a muchas personas quienes quedan en condiciones limitadas motoramente. Ha sido de las fundaciones que más ha marcado su vida a causa de su accidente.
Ana Karina Manco ha sido imagen de numerosas campañas publicitarias para grandes empresas como Pepsi Cola, Helados Tío Rico, Herbal Essences, Jabón Lux, Nubes, Alimentos Ferris Packing, Yogurt Kelroy, Korn Flakes Kelloggs, Pantalones Fila, Pantalones Didijin, Pampers y diversas entidades bancarias, entre otras. 
En la año 2017, tuvo una actuación especial en la reconocida serie juvenil estadounidense Vikki RPM transmitida por Nickelodeon (LatinoAmérica). 
En el 2018 desarrolla el movimiento "Love Your Self". El cual tiene como objetivo, generar conciencia sobre la importancia de una sana autoestima, el cómo nos valoramos a nosotros mismos y como vemos nuestro mundo, inspirando y motivando a todos a través de la acción, a redescubrir y potenciar esa esencia luminosa que cada uno lleva dentro, desde un enfoque práctico, real y efectivo. Y más que eso, es una fundación que ha creado su línea de ropa y accesorios y esos fondos se destinan a la ayuda de diversas fundaciones para personas de escasos recursos y con necesidades especiales.   
En el año 2019 da un gran paso como empresaria, con su exclusiva línea de ropa y accesorios marca AKM. Línea de leggins con diseños versátiles, modernos y únicos,  los cuales son un éxito de venta en su página web https://www.anakarinamanco.com. Además, incorporó una línea para niñas hasta los 12 años, para que tanto madre como hija luzcan fashion y cómodas. Su línea es fabricada en Colombia, con materiales de excelente calidad y estampados súper exclusivos.   
Para el 2022 realiza una colaboración con la Fundación Nativo que se encarga de ayudar a comunidades indígenas en Venezuela, la cual podrá atender a más de 2000 personas del Municipio Manapiare en el Estado Amazonas.   

## Filmografía

### Telenovelas y series
| Título                                         | Personaje                 | Actuación               |
| ---------------------------------------------- | ------------------------- | ----------------------- |
| La Mujer sin Rostro (1984)                     | Joven                     | Protagonista            |
| Señora (1988-1989)                             | Ingrid                    | Reparto                 |
| Rubí Rebelde (1989)                            | Selene Castro             | Reparto                 |
| La Pasión de Teresa (1989-1990)                | Anamar López              | Antagonista             |
| Carmen Querida (1990)                          | Carolina Arcaya           | Antagonista             |
| Anabel (1990)                                  | Milena                    | Antagonista             |
| El desprecio (1991-1992)                       | Tamara Campos de Velandró | Antagonista             |
| Por estas calles (1992)                        | Raiza                     | Participación Especial. |
| The Island of to Rainbows (1993) Movie         |                           | Participación Especial. |
| Amores de fin de siglo (1995)                  | Constanza                 | Protagonista            |
| Sol de tentación (1996-1997)                   | Sandra Rionegro           | Antagonista             |
| Contra viento y marea (1997)                   | Daniela Borges de Millán  | Protagonista            |
| El país de las mujeres (1998-1999)             | Mariana Campos Gómez      | Protagonista            |
| Amantes de luna llena (2000-2001)              | "Chocolate"               | Antagonista             |
| Sabor a ti (2004-2005)                         | Miranda Valladares        | Protagonista            |
| Cosita rica (2004)                             | Camila                    | Participación Especial  |
| Aunque mal paguen (2007-2008)                  | Catalina Quiroz           | Antagonista             |
| La mujer perfecta (2010-2011)                  | Gala Moncada Montiel      | Antagonista             |
| Vikki RPM (2017)                               | Jacqueline Rivera         | Participación Especial. |
| Escándalos (2015)                              | Diana Ramírez             | Protagonista            |
| La Llorona (unitario)                          | Carmelina                 | Protagonista            |
| Alias "Perecito" (unitario)                    |                           | Protagonista            |
| Astros y Estrellas (Transmitida por Telemundo) | Conductora                | Protagonista            |

En su más reciente entrevista con el periodista Luis Olavarrieta, comentó que está en conversaciones  con el mundo del entretenimiento, lo que sería posible su pronto regreso a las pantallas de televisión, puesto que es y ha sido una de las grandes figuras estelares en los audiovisuales tanto venezolanos como en proyecciones internacionales.

### Radio
- El Monstruo de la Mañana.
- Rodando con Ana Karina.
- Un Rato con Ana Karina.

### Teatro
- La Fierecilla Domada.
- María Lionza
- La Mozuela
- Brujas

Premios
- El Universo del Espectáculo.
- (2) Mara de oro.